# Le Crochet du serpent
Pour plus de détails, voir Fiche technique et Distribution.
Le Crochet du serpent (دندان مار, Dandan-e-mar) est un film iranien réalisé par Masud Kimiai, sorti en 1990.

## Synopsis
Reza, employé d'une imprimerie, est marqué par la mort de sa mère. Il décide de partir et se retrouve dans un hôtel en compagnie d'Ahmad qui le prend sous son aile.
La sœur de Reza, elle, est maltraitée par son mari car elle n'arrive pas à avoir d'enfant.

## Fiche technique
- Titre : Le Crochet du serpent
- Titre original : دندان مار (Dandan-e-mar)
- Réalisation : Masud Kimiai
- Scénario : Masud Kimiai sur une idée de Ahmad Talebinezhad
- Musique : Fariborz Lachini
- Photographie : Iraj Sadeghpour
- Montage : Mehdi Rajaian
- Production : Mohammad Mehdi Dadgo et Majid Modaresi
- Société de production : Kadr Film
- Pays de production :  Iran
- Genre : Action, drame, thriller et guerre
- Durée : 105 minutes
- Date de sortie : 
  - Iran : 15 octobre 1990

## Distribution
- Faramarz Sadighi : Reza
- Golchehre Sajadieh : Zivar
- Ahmad Najafi : Ahmad
- Fariba Kowsari : Fatemeh
- Jalal Moghadam : Jalal
- Nersi Korkia : Abdol
- Saeed Pirdust : Jamal
- Reza Khandan : Taghi
- Shahed Ahmadloo : Eyni

## Distinctions
Le film a été présenté en sélection officielle en compétition lors de Berlinale 1991.